# Louis Charles de Saint-Albin

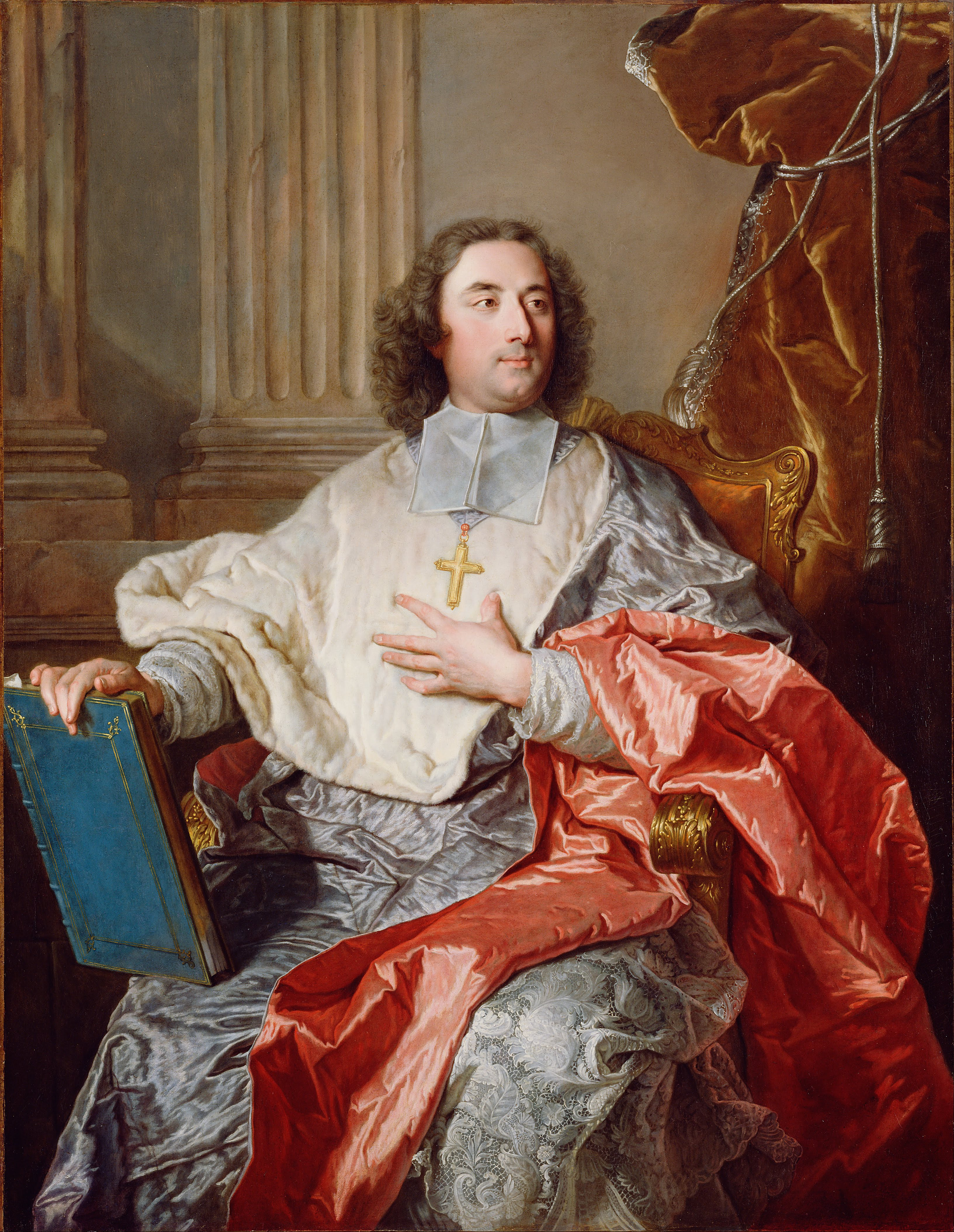
Louis Charles de Saint-Albin in der Pose des geistlichen Herrn; Gemälde von Hyacinthe Rigaud, 1723, heute im Getty Center, Los Angeles

Louis Charles de Saint-Albin (* 5. April 1698 in Paris; † 9. April 1764 ebenda), auch Abbé d’Orléans genannt, war Bischof von Laon und Erzbischof von Cambrai.
Louis Charles war der uneheliche und damit illegitime Sohn des französischen Regenten und Prinzen von Geblüt Philipp d’Orléans mit dessen Mätresse, der Operntänzerin Florence Pellerin (* 1660; † 26. Juli 1716). Sein Vater legitimierte ihn jedoch 1708. Mit seiner Großmutter Liselotte von der Pfalz stand er sich gut, obwohl sie sonst Bastarde nicht schätzte; sie war sogar bei seinem Rigorosum an der Sorbonne anwesend.
Wie alle seine ehelichen und unehelichen Kinder versorgte Herzog Philipp auch Louis Charles standesgemäß und bestellte ihn zum Abt von Saint-Ouen und am 6. Oktober 1721 zum Bischof und Herzog von Laon und Pair von Frankreich. Nach dem Tode des Ministers Guillaume Dubois tauschte er dieses Amt am 17. Oktober 1723 gegen die nun frei gewordene Würde eines Erzbischofs und Herzogs von Cambrai ein. Die Weihe führte Armand de Rohan-Soubise, Kardinal-Erzbischof von Straßburg durch. Saint-Albain hielt sich jedoch kaum in seiner Diözese auf, sondern überwiegend am Hof Ludwigs XV.
Louis Charles ist in St-Sulpice de Paris beigesetzt.